# Al-Islah

Parteilogo

Die Jemenitische Versammlung für Reform (arabisch التجمع اليمني للإصلاح, DMG at-Taǧammuʿ al-Yamanī li-l-Iṣlāḥ), auch bekannt unter dem Namen Islah oder al-Islah, ist eine politische Partei im Jemen.

## Ideologie
Al-Islah ist als aus drei Komponenten bestehend beschrieben worden. Zum ersten der politische Anteil, die jemenitische Muslimbruderschaft unter Führung von Mohammed Qahtan. Zum zweiten die Haschid-Stammeskonföderation unter dem 2007 verstorbenen Scheich Abdullah al-Ahmar, dem sein Sohn Sadiq al-Ahmar gefolgt ist (Sadiqs jüngerer Bruder, Hamid al-Ahmar, ist in der Politik aktiv). Dritte Dimension ist der jemenitische Mainstream-Salafismus, für den der prominenteste sunnitische Gelehrte des Landes steht, ʿAbd al-Madschīd az-Zindānī.

## Wahlen
Gegenwärtig steht sie in Opposition zur Regierungspartei Allgemeiner Volkskongress. Bei den letzten Parlamentswahlen am 27. April 2003 erhielt al-Islah 22,6 % der Stimmen und 46 von 301 Sitzen im Parlament. Die bekannteste Abgeordnete von al-Islah ist Tawakkul Karman, die 2011 als erste Frau aus dem arabischen Raum mit dem Friedensnobelpreis ausgezeichnet wurde.